# 7e étape du Tour d'Espagne 2022
Pour un article plus général, voir Tour d'Espagne 2022.
La 7e étape du Tour d'Espagne 2022 se déroule le vendredi 26 août 2022 de Camargo (Cantabrie) à Cistierna (Castille-et-León), sur une distance de 190 km.

## Parcours
Cette étape est surtout marquée par la longue ascension du Puerto de San Glorio, un col de première catégorie de 22,4 km avec une pente moyenne de 5,5 % dont le sommet se situe à 64 km de l'arrivée. Après cette ascension, le dernier tiers de l'étape présente un profil majoritairement descendant jusqu'à l'arrivée à Cistierna. Cette étape pourrait être un terrain propice à un groupe d'attaquants.

## Déroulement de la course
Après quelques kilomètres de course, six hommes partent à l'attaque : Samuele Battistella (Astana), Fred Wright (Bahrain Victorious), Jesús Herrada (Cofidis), Omer Goldstein (Israel Premier Tech), Harry Sweeny (Lotto Soudal) et Jimmy Janssens (Alpecin). L'écart atteint un maximum de 4 min 20 s. Au pied de l'unique et longue ascension du jour, le Puerto de San Glorio, l'avance des fuyards sur le peloton est encore de 3 min 30 s. Dans cette montée, Goldstein est distancé par ses compagnons d'échappée qui franchissent le col avec une avance de 2 min 45 s sur le peloton. Les cinq fuyards résistent au retour du peloton et Jesús Herrada franchit la ligne d'arrivée en vainqueur avec une roue d'avance sur Samuele Battistella .

## Résultats

### Classement de l'étape
| \| Classement de l'étape \| Classement de l'étape \| Classement de l'étape \| Classement de l'étape \| Classement de l'étape \| \| Coureur \| Coureur \| Pays \| Équipe \| Temps \| \| --------------------- \| --------------------- \| --------------------- \| --------------------- \| --------------------- \| \| 1er \| Jesús Herrada \| Espagne \| Cofidis \| 4 h 30 min 58 s \| \| 2e \| Samuele Battistella \| Italie \| Astana Qazaqstan Team \| + 0 s \| \| 3e \| Fred Wright \| Royaume-Uni \| Bahrain Victorious \| + 0 s \| \| 4e \| Jimmy Janssens \| Belgique \| Alpecin-Deceuninck \| + 0 s \| \| 5e \| Harry Sweeny \| Australie \| Lotto-Soudal \| + 0 s \| \| 6e \| Sam Bennett \| Irlande \| Bora-Hansgrohe \| + 29 s \| \| 7e \| Jake Stewart \| Royaume-Uni \| Groupama-FDJ \| + 29 s \| \| 8e \| Kaden Groves \| Australie \| BikeExchange-Jayco \| + 29 s \| \| 9e \| Mads Pedersen \| Danemark \| Trek-Segafredo \| + 29 s \| \| 10e \| Daniel McLay \| Royaume-Uni \| Arkéa-Samsic \| + 29 s \| |                     |             |                       |                 |
| |                     |             |                       |                 |
| Source : ProCyclingStats |                     |             |                       |                 |
| Classement de l'étape |                     |             |                       |                 |
| Coureur | Coureur             | Pays        | Équipe                | Temps           |
| 1er | Jesús Herrada       | Espagne     | Cofidis               | 4 h 30 min 58 s |
| 2e | Samuele Battistella | Italie      | Astana Qazaqstan Team | + 0 s           |
| 3e | Fred Wright         | Royaume-Uni | Bahrain Victorious    | + 0 s           |
| 4e | Jimmy Janssens      | Belgique    | Alpecin-Deceuninck    | + 0 s           |
| 5e | Harry Sweeny        | Australie   | Lotto-Soudal          | + 0 s           |
| 6e | Sam Bennett         | Irlande     | Bora-Hansgrohe        | + 29 s          |
| 7e | Jake Stewart        | Royaume-Uni | Groupama-FDJ          | + 29 s          |
| 8e | Kaden Groves        | Australie   | BikeExchange-Jayco    | + 29 s          |
| 9e | Mads Pedersen       | Danemark    | Trek-Segafredo        | + 29 s          |
| 10e | Daniel McLay        | Royaume-Uni | Arkéa-Samsic          | + 29 s          |

## Classements à l'issue de l'étape

### Classement général
| \| Classement général \| Classement général \| Classement général \| Classement général \| Classement général \| \| Coureur \| Coureur \| Pays \| Équipe \| Temps \| \| ------------------ \| ------------------ \| ------------------ \| ---------------------- \| ------------------ \| \| 1er \| Remco Evenepoel \| Belgique \| Quick-Step Alpha Vinyl \| 25 h 21 min 34 s \| \| 2e \| Rudy Molard \| France \| Groupama-FDJ \| + 21 s \| \| 3e \| Enric Mas \| Espagne \| Movistar Team \| + 28 s \| \| 4e \| Primož Roglič \| Slovénie \| Jumbo-Visma \| + 1 min 01 s \| \| 5e \| Juan Ayuso \| Espagne \| UAE Team Emirates \| + 1 min 12 s \| \| 6e \| Pavel Sivakov \| France \| Ineos Grenadiers \| + 1 min 27 s \| \| 7e \| Tao Geoghegan Hart \| Royaume-Uni \| Ineos Grenadiers \| + 1 min 27 s \| \| 8e \| Carlos Rodríguez \| Espagne \| Ineos Grenadiers \| + 1 min 34 s \| \| 9e \| Simon Yates \| Royaume-Uni \| BikeExchange-Jayco \| + 1 min 52 s \| \| 10e \| João Almeida \| Portugal \| UAE Team Emirates \| + 1 min 54 s \| |                    |             |                        |                  |
| |                    |             |                        |                  |
| Source : ProCyclingStats |                    |             |                        |                  |
| Classement général |                    |             |                        |                  |
| Coureur | Coureur            | Pays        | Équipe                 | Temps            |
| 1er | Remco Evenepoel    | Belgique    | Quick-Step Alpha Vinyl | 25 h 21 min 34 s |
| 2e | Rudy Molard        | France      | Groupama-FDJ           | + 21 s           |
| 3e | Enric Mas          | Espagne     | Movistar Team          | + 28 s           |
| 4e | Primož Roglič      | Slovénie    | Jumbo-Visma            | + 1 min 01 s     |
| 5e | Juan Ayuso         | Espagne     | UAE Team Emirates      | + 1 min 12 s     |
| 6e | Pavel Sivakov      | France      | Ineos Grenadiers       | + 1 min 27 s     |
| 7e | Tao Geoghegan Hart | Royaume-Uni | Ineos Grenadiers       | + 1 min 27 s     |
| 8e | Carlos Rodríguez   | Espagne     | Ineos Grenadiers       | + 1 min 34 s     |
| 9e | Simon Yates        | Royaume-Uni | BikeExchange-Jayco     | + 1 min 52 s     |
| 10e | João Almeida       | Portugal    | UAE Team Emirates      | + 1 min 54 s     |

| Classement par points | Classement par points | Classement par points | Classement par points  | Classement par points |
| Coureur               | Coureur               | Pays                  | Équipe                 | Points                |
| --------------------- | --------------------- | --------------------- | ---------------------- | --------------------- |
| 1er                   | Sam Bennett           | Irlande               | Bora-Hansgrohe         | 142 pts               |
| 2e                    | Mads Pedersen         | Danemark              | Trek-Segafredo         | 127 pts               |
| 3e                    | Fred Wright           | Royaume-Uni           | Bahrain Victorious     | 64 pts                |
| 4e                    | Marc Soler            | Espagne               | UAE Team Emirates      | 47 pts                |
| 5e                    | Primož Roglič         | Slovénie              | Jumbo-Visma            | 41 pts                |
| 6e                    | Remco Evenepoel       | Belgique              | Quick-Step Alpha Vinyl | 41 pts                |
| 7e                    | Daniel McLay          | Royaume-Uni           | Arkéa-Samsic           | 41 pts                |
| 8e                    | Jesús Herrada         | Espagne               | Cofidis                | 40 pts                |
| 9e                    | Samuele Battistella   | Italie                | Astana Qazaqstan Team  | 40 pts                |
| 10e                   | Enric Mas             | Espagne               | Movistar Team          | 37 pts                |

| Classement par points | Classement par points | Classement par points | Classement par points  | Classement par points |
| Coureur               | Coureur               | Pays                  | Équipe                 | Points                |
| --------------------- | --------------------- | --------------------- | ---------------------- | --------------------- |
| 1er                   | Sam Bennett           | Irlande               | Bora-Hansgrohe         | 142 pts               |
| 2e                    | Mads Pedersen         | Danemark              | Trek-Segafredo         | 127 pts               |
| 3e                    | Fred Wright           | Royaume-Uni           | Bahrain Victorious     | 64 pts                |
| 4e                    | Marc Soler            | Espagne               | UAE Team Emirates      | 47 pts                |
| 5e                    | Primož Roglič         | Slovénie              | Jumbo-Visma            | 41 pts                |
| 6e                    | Remco Evenepoel       | Belgique              | Quick-Step Alpha Vinyl | 41 pts                |
| 7e                    | Daniel McLay          | Royaume-Uni           | Arkéa-Samsic           | 41 pts                |
| 8e                    | Jesús Herrada         | Espagne               | Cofidis                | 40 pts                |
| 9e                    | Samuele Battistella   | Italie                | Astana Qazaqstan Team  | 40 pts                |
| 10e                   | Enric Mas             | Espagne               | Movistar Team          | 37 pts                |

| Classement de la montagne | Classement de la montagne | Classement de la montagne | Classement de la montagne | Classement de la montagne |
| Coureur                   | Coureur                   | Pays                      | Équipe                    | Points                    |
| ------------------------- | ------------------------- | ------------------------- | ------------------------- | ------------------------- |
| 1er                       | Victor Langellotti        | Monaco                    | Burgos-BH                 | 13 pts                    |
| 2e                        | Jay Vine                  | Australie                 | Alpecin-Deceuninck        | 11 pts                    |
| 3e                        | Rubén Fernández           | Espagne                   | Cofidis                   | 11 pts                    |
| 4e                        | Mark Padun                | Ukraine                   | EF Education-EasyPost     | 10 pts                    |
| 5e                        | Jesús Herrada             | Espagne                   | Cofidis                   | 10 pts                    |
| 6e                        | Remco Evenepoel           | Belgique                  | Quick-Step Alpha Vinyl    | 6 pts                     |
| 7e                        | Fred Wright               | Royaume-Uni               | Bahrain Victorious        | 6 pts                     |
| 8e                        | Roger Adrià               | Espagne                   | Equipo Kern Pharma        | 6 pts                     |
| 9e                        | Marc Soler                | Espagne                   | UAE Team Emirates         | 5 pts                     |
| 10e                       | Lawson Craddock           | États-Unis                | BikeExchange-Jayco        | 5 pts                     |

| Classement de la montagne | Classement de la montagne | Classement de la montagne | Classement de la montagne | Classement de la montagne |
| Coureur                   | Coureur                   | Pays                      | Équipe                    | Points                    |
| ------------------------- | ------------------------- | ------------------------- | ------------------------- | ------------------------- |
| 1er                       | Victor Langellotti        | Monaco                    | Burgos-BH                 | 13 pts                    |
| 2e                        | Jay Vine                  | Australie                 | Alpecin-Deceuninck        | 11 pts                    |
| 3e                        | Rubén Fernández           | Espagne                   | Cofidis                   | 11 pts                    |
| 4e                        | Mark Padun                | Ukraine                   | EF Education-EasyPost     | 10 pts                    |
| 5e                        | Jesús Herrada             | Espagne                   | Cofidis                   | 10 pts                    |
| 6e                        | Remco Evenepoel           | Belgique                  | Quick-Step Alpha Vinyl    | 6 pts                     |
| 7e                        | Fred Wright               | Royaume-Uni               | Bahrain Victorious        | 6 pts                     |
| 8e                        | Roger Adrià               | Espagne                   | Equipo Kern Pharma        | 6 pts                     |
| 9e                        | Marc Soler                | Espagne                   | UAE Team Emirates         | 5 pts                     |
| 10e                       | Lawson Craddock           | États-Unis                | BikeExchange-Jayco        | 5 pts                     |

| Classement du meilleur jeune | Classement du meilleur jeune | Classement du meilleur jeune | Classement du meilleur jeune | Classement du meilleur jeune |
| Coureur                      | Coureur                      | Pays                         | Équipe                       | Temps                        |
| ---------------------------- | ---------------------------- | ---------------------------- | ---------------------------- | ---------------------------- |
| 1er                          | Remco Evenepoel              | Belgique                     | Quick-Step Alpha Vinyl       | 25 h 21 min 34 s             |
| 2e                           | Juan Ayuso                   | Espagne                      | UAE Team Emirates            | + 1 min 12 s                 |
| 3e                           | Pavel Sivakov                | France                       | Ineos Grenadiers             | + 1 min 27 s                 |
| 4e                           | Carlos Rodríguez             | Espagne                      | Ineos Grenadiers             | + 1 min 34 s                 |
| 5e                           | João Almeida                 | Portugal                     | UAE Team Emirates            | + 1 min 54 s                 |
| 6e                           | Gino Mäder                   | Suisse                       | Bahrain Victorious           | + 2 min 03 s                 |
| 7e                           | Thymen Arensman              | Pays-Bas                     | Team DSM                     | + 2 min 14 s                 |
| 8e                           | Sergio Higuita               | Colombie                     | Bora-Hansgrohe               | + 2 min 22 s                 |
| 9e                           | José Félix Parra             | Espagne                      | Equipo Kern Pharma           | + 14 min 03 s                |
| 10e                          | Santiago Buitrago            | Colombie                     | Bahrain Victorious           | + 20 min 24 s                |

| Classement du meilleur jeune | Classement du meilleur jeune | Classement du meilleur jeune | Classement du meilleur jeune | Classement du meilleur jeune |
| Coureur                      | Coureur                      | Pays                         | Équipe                       | Temps                        |
| ---------------------------- | ---------------------------- | ---------------------------- | ---------------------------- | ---------------------------- |
| 1er                          | Remco Evenepoel              | Belgique                     | Quick-Step Alpha Vinyl       | 25 h 21 min 34 s             |
| 2e                           | Juan Ayuso                   | Espagne                      | UAE Team Emirates            | + 1 min 12 s                 |
| 3e                           | Pavel Sivakov                | France                       | Ineos Grenadiers             | + 1 min 27 s                 |
| 4e                           | Carlos Rodríguez             | Espagne                      | Ineos Grenadiers             | + 1 min 34 s                 |
| 5e                           | João Almeida                 | Portugal                     | UAE Team Emirates            | + 1 min 54 s                 |
| 6e                           | Gino Mäder                   | Suisse                       | Bahrain Victorious           | + 2 min 03 s                 |
| 7e                           | Thymen Arensman              | Pays-Bas                     | Team DSM                     | + 2 min 14 s                 |
| 8e                           | Sergio Higuita               | Colombie                     | Bora-Hansgrohe               | + 2 min 22 s                 |
| 9e                           | José Félix Parra             | Espagne                      | Equipo Kern Pharma           | + 14 min 03 s                |
| 10e                          | Santiago Buitrago            | Colombie                     | Bahrain Victorious           | + 20 min 24 s                |

| Classement par équipes | Classement par équipes             | Classement par équipes | Classement par équipes |
| Équipe                 | Équipe                             | Pays                   | Temps                  |
| ---------------------- | ---------------------------------- | ---------------------- | ---------------------- |
| 1re                    | Bahrain Victorious                 | Bahreïn                | 75 h 18 min 43 s       |
| 2e                     | UAE Team Emirates                  | Émirats arabes unis    | + 19 s                 |
| 3e                     | Ineos Grenadiers                   | Royaume-Uni            | + 34 s                 |
| 4e                     | Movistar Team                      | Espagne                | + 53 s                 |
| 5e                     | Bora-Hansgrohe                     | Allemagne              | + 1 min 29 s           |
| 6e                     | EF Education-EasyPost              | États-Unis             | + 4 min 44 s           |
| 7e                     | Jumbo-Visma                        | Pays-Bas               | + 6 min 14 s           |
| 8e                     | Intermarché-Wanty-Gobert Matériaux | Belgique               | + 9 min 04 s           |
| 9e                     | Astana Qazaqstan Team              | Kazakhstan             | + 11 min 44 s          |
| 10e                    | Groupama-FDJ                       | France                 | + 17 min 13 s          |

| Classement par équipes | Classement par équipes             | Classement par équipes | Classement par équipes |
| Équipe                 | Équipe                             | Pays                   | Temps                  |
| ---------------------- | ---------------------------------- | ---------------------- | ---------------------- |
| 1re                    | Bahrain Victorious                 | Bahreïn                | 75 h 18 min 43 s       |
| 2e                     | UAE Team Emirates                  | Émirats arabes unis    | + 19 s                 |
| 3e                     | Ineos Grenadiers                   | Royaume-Uni            | + 34 s                 |
| 4e                     | Movistar Team                      | Espagne                | + 53 s                 |
| 5e                     | Bora-Hansgrohe                     | Allemagne              | + 1 min 29 s           |
| 6e                     | EF Education-EasyPost              | États-Unis             | + 4 min 44 s           |
| 7e                     | Jumbo-Visma                        | Pays-Bas               | + 6 min 14 s           |
| 8e                     | Intermarché-Wanty-Gobert Matériaux | Belgique               | + 9 min 04 s           |
| 9e                     | Astana Qazaqstan Team              | Kazakhstan             | + 11 min 44 s          |
| 10e                    | Groupama-FDJ                       | France                 | + 17 min 13 s          |

## Abandons
Trois coureurs quittent la Vuelta lors de la 7e étape :
- Andrea Vendrame (AG2R Citroën) : non-partant, positif au Covid-19[2].
- Jaakko Hänninen (AG2R Citroën) : non-partant, positif au Covid-19[2]
- Rémy Rochas (Cofidis) : abandon